# Тёрпин, Бен
Бен Тёрпин (англ. Ben Turpin; 19 сентября 1869, Новый Орлеан — 1 июля 1940, Санта-Моника) — американский актёр-комик, наиболее запомнившийся своими работами и колоритной внешностью в эпоху немого кино. Снялся в нескольких фильмах Чарли Чаплина.

## Избранная фильмография
| Год  |     | Русское название        | Оригинальное название | Роль               |
| ---- | --- | ----------------------- | --------------------- | ------------------ |
| 1915 | кор | Его новая работа        | His New Job           | соперник           |
| 1915 | кор | Ночь напролёт           | A Night Out           | друг гуляки        |
| 1915 | кор | Чемпион                 | The Champion          | торговец           |
| 1915 | кор | Кармен                  | Carmen                | дон Ремендадо      |
| 1923 | ф   | Голливуд                | Hollywood             | в роли самого себя |
| 1929 | ф   | Парад любви             | The Love Parade       | косоглазый лакей   |
| 1939 | ф   | Голливудская кавалькада | Hollywood Cavalcade   | бармен             |